# Hopelchén (plaats)
Hopelchén (Yucateeks Maya: Ho'pelche'en) is een stadje in de Mexicaanse staat Campeche. Hopelchén heeft 6.760 inwoners (census 2005) en is de hoofdplaats van de gemeente Hopelchén.